# Мухаммед Ілдіз
Мухаммед Ілдіз (нім. Muhammed Ildiz, нар. 14 травня 1991, Відень) — австрійський футболіст турецького походження, півзахисник німецького «Нюрнберга».

## Ігрова кар'єра
У дорослому футболі дебютував 2009 року виступами за команду клубу «Рапід» (Відень).
Влітку 2010 перейшов на правах оренди в «Ваккер» (Інсбрук), де провів два сезони. За цей час встиг відіграти 30 матчів в національному чемпіонаті, після чого повернувся в «Рапід».
2013 року перебрався до Німеччини, де став гравцем місцевого «Нюрнберга».